# Кос (плато)

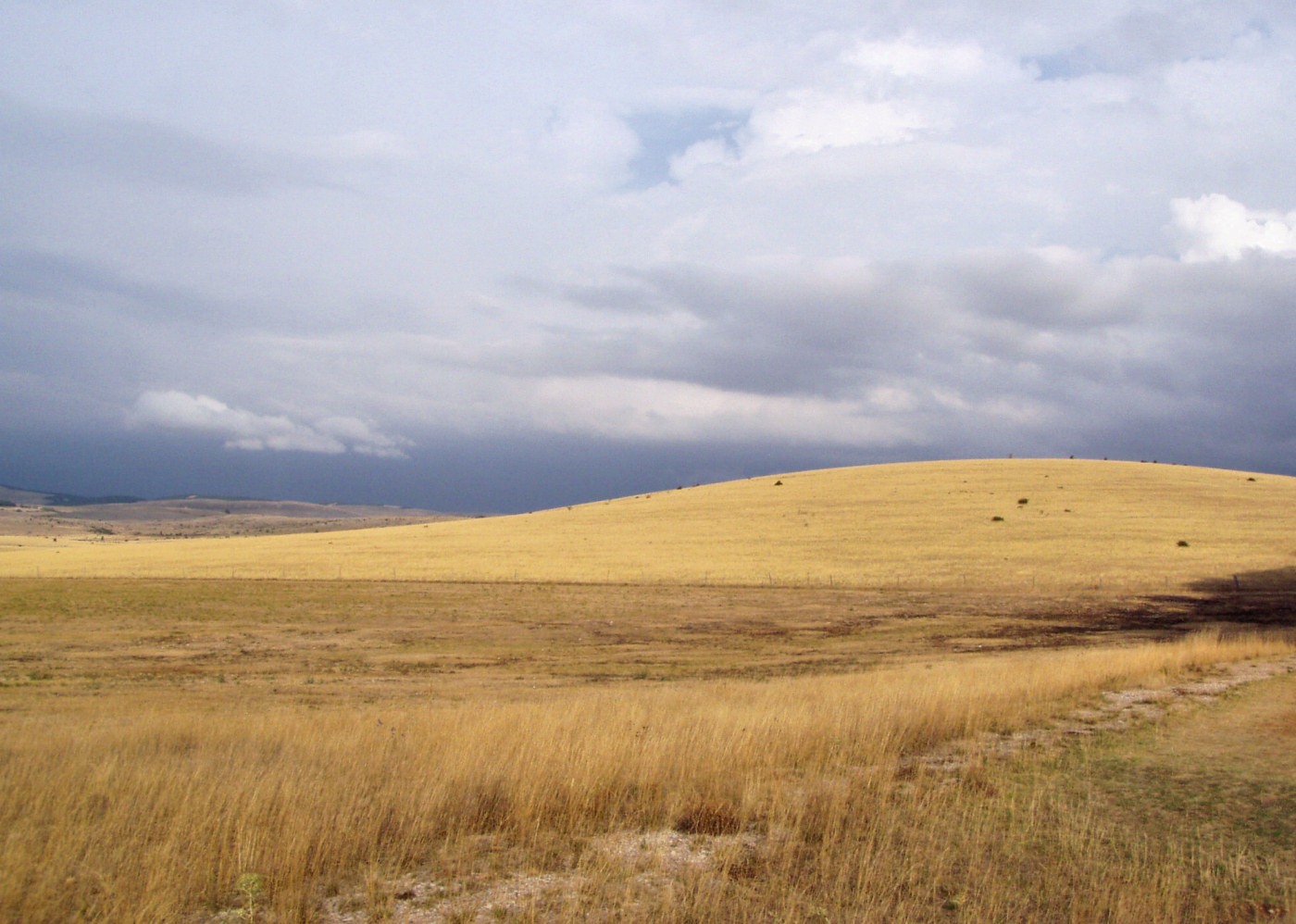
Плато Кос Межан (фр.), на территории национального парка Севенны

Кос (фр. Causse) — тип плато во Франции, на юге Центрального Французского массива.
Косы сложены мощной толщей тонкоплитчатых известняков, смятых в пологие складки. Высота достигает 1200 м. Широко распространены карстовые формы рельефа; многочисленные карстовые источники. Косы имеют обрывистые края, расчленены глубокими (до 500—700 м) и узкими долинами рек. Разреженная преимущественно ксерофитная травянисто-кустарниковая растительность, небольшие массивы дубовых, буковых и сосновых лесов.